# Apocephalus securis
Apocephalus securis är en tvåvingeart som beskrevs av Brown 1997. Apocephalus securis ingår i släktet Apocephalus och familjen puckelflugor. Inga underarter finns listade i Catalogue of Life.